# Kendal Williams

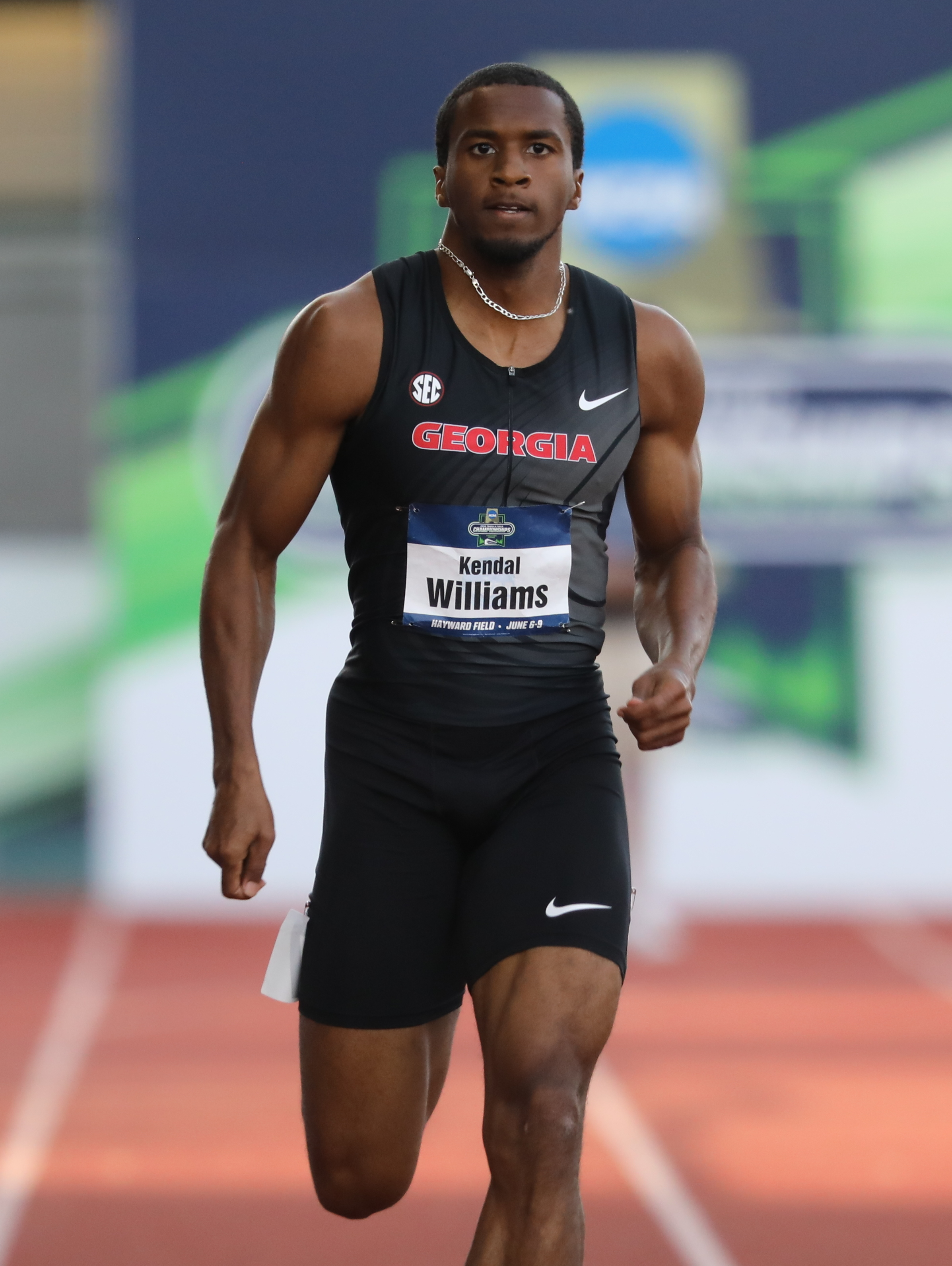
Kendal Williams (2018)

Kendal Williams (* 23. September 1995 in Jacksonville) ist ein US-amerikanischer Sprinter.
Bei den Leichtathletik-Juniorenweltmeisterschaften 2014 in Eugene siegte er über 100 m.
2015 gewann er mit dem US-amerikanischen Team die 4-mal-100-Meter-Staffel bei den Panamerikanischen Spielen in Toronto.
Kendal Williams studiert an der Florida State University.

## Persönliche Bestzeiten
- 60 m (Halle): 6,56 s, 28. Februar 2015, Blacksburg
- 100 m: 10,07 s, 10. Juni 2015, Eugene
- 200 m: 20,26 s, 16. Mai 2015, Tallahassee
  - Halle: 21,15 s, 28. Februar 2015, Blacksburg